# Iván Alonso
Iván Daniel Alonso Vallejo (Montevideo, 10 aprile 1979) è un ex calciatore uruguaiano, di ruolo attaccante.

## Carriera
Dopo due ottimi tornei nel Toluca, entra in conflitto con la dirigenza della squadra, e presenta un esame cardiologico il quale afferma che a causa di una malformazione congenita, non potrà più giocare a calcio; decide quindi di rescindere il contratto con la squadra. In seguito però, stando a quanto affermato dalla dirigenza dei Diablos Rojos, torna in patria e comincia ad allenarsi con il Nacional, presentando un nuovo esame cardiologico che non evidenza alcuna malformazione.

## Palmarès

### Club

#### Competizioni nazionali
- Coppa d'Argentina: 1

River Plate: 2015-2016

#### Competizioni internazionali
- Recopa Sudamericana: 1

River Plate: 2016